# Essinkhausen
Koordinaten: 51° 19′ 24″ N, 8° 46′ 18″ O
Essinkhausen ist eine Wüstung im Bereich der Gemarkungen von Benkhausen und Schweinsbühl in der nordhessischen Gemeinde Diemelsee. Genauere Ortsangaben sind nicht bekannt.

## Geschichte
Gottschalk von Arstenfeld hatte 1342 freie Güter an diesem Ort. 1412 übernahm Broseke von Viermünden zwei Güter in Essinkhausen. 1537 hatten die Grafen von Waldeck dort einen Hof und weitere Ansprüche. 1723 wurde Anold von Hunsten mit einem halben Anspruch der Erträge belehnt.